# FamilySearch
 (février 2014).
Si vous disposez d'ouvrages ou d'articles de référence ou si vous connaissez des sites web de qualité traitant du thème abordé ici, merci de compléter l'article en donnant les références utiles à sa vérifiabilité et en les liant à la section « Notes et références ».
FamilySearch est un organisme généalogique créé et géré par l'Église de Jésus-Christ des saints des derniers jours. Il s'agit de la plus grande organisation généalogique au monde. FamilySearch est constitué d'un ensemble d'enregistrements, de ressources et de services conçus pour aider les gens à en apprendre davantage sur leurs ancêtres. L'organisme rassemble, conserve et partage des documents généalogiques avec le monde entier. FamilySearch offre un accès gratuit à ses ressources et ses services en ligne sur FamilySearch.org, l'un des sites de généalogie les plus utilisés sur l'Internet. En outre, FamilySearch offre une assistance personnelle dans plus de centres d'histoire familiale, et ce dans 70 pays.
Pour expliquer sa motivation à fournir des informations généalogiques, FamilySearch cite les « croyances de l'Église de Jésus-Christ des Saints des Derniers Jours selon lesquelles les familles sont censées être au cœur de nos vies et les relations familiales sont destinées à se poursuivre au-delà de cette vie. »

## Ressources
Les ressources primaires offertes par FamilySearch sont des bases de données accessibles, des guides de recherche et le catalogue de la Bibliothèque d'histoire familiale.  L’ensemble des bases de données de FamilySearch contiennent plus d'un milliard de noms, notamment :
- Ancestral File, une base de données provenant des contributions des utilisateurs ayant contribué avant mars 2000, contributions qui se trouvent ensuite dans le fichier ‘Pedigree Ressources File’.
- Les index de 1880 aux États-Unis, 1881 pour les Iles Britanniques, et 1881 pour les recensements canadiens.
- L'International Genealogical Index (IGI), contenant les données fournies par des personnes ainsi que l’index des documents originaux.
- Pedigree Ressource File, un index fourni par les utilisateurs d’arbres généalogiques téléchargés sur le site FamilySearch depuis mai 1999.
- US Social Security Death Index, qui contient des informations sur le décès de plus de 70 millions de personnes.
- Vital Records Index, incluant le Danemark, la Finlande, le Mexique, la Norvège et la Suède.

Le site offre deux types d'assistance à la recherche. Le Guide de recherche contient des informations générales pour conduire des recherches généalogiques dans de nombreux lieux. Il peut être consulté via un logiciel wizard en ligne qui offre des conseils fondés sur les réponses à une série de questions. Aide à la recherche sont des guides qui peuvent être lus en ligne ou, dans de nombreux cas, téléchargés en format PDF. Des centaines de guides couvrent de nombreux secteurs géographiques et de nombreux types de documents généalogiques. Vers la fin de 2007, les ressources dans la zone Guide de recherche ont été utilisées pour alimenter le FamilySearch Research Wiki afin que des informations périmées puissent être corrigées via le wiki. Beaucoup, dans leurs versions PDF, n'ont pas été mises à jour depuis des années.
Le catalogue de la Bibliothèque d’Histoire Familiale est également disponible sur FamilySearch. Situé à Salt Lake City, Utah, la bibliothèque possède des archives généalogiques de plus de 110 pays, territoires et possessions, y compris plus de 2,4 millions de rouleaux de microfilms des archives généalogiques ; 742 000 microfiches ; 310 000 livres, périodiques, et autres formats ; et 4 500 périodiques. Les microfilms et microfiches peuvent être commandés et consultés dans plus de 4 000 succursales de la bibliothèque (appelés Centres d'Histoire Familiale) dans le monde entier.